# Kleinsendelbach
Kleinsendelbach è un comune tedesco di 1 540 abitanti, situato nel land della Baviera.